# Куглер, Григоре
Григоре Куглер (рум. Grigore Cugler, исп. Gregório Cugler; 7 (20) апреля 1903, Рознов, Румыния — 30 сентября 1972, Лима) — румынский и перуанский литератор и музыкант.
По отцовской линии происходил от габсбургского юриста Иоганна Георга фон Куглера (ум. 1773), прокурора Моравии, возведённого в 1744 г. в дворянское достоинство. Внук этого последнего, Максимилиан фон Куглер (1790—1868), в 1840-е гг. прибыл в Молдавию, поступив на службу к господарю Михаилу Стурдзе; его сын Кароль фон Куглер (1814—1902) был архитектором в Яссах, среди его детей была румынская поэтесса Матильда Куглер-Пони. Сын Кароля Григоре Куглер-старший был врачом, его жена Ана, урождённая Цинку, как утверждается, была дочерью поэта и драматурга Николае Цинку (1846—1924).
Окончил военное училище имени Николае Филипеску, располагавшееся в монастыре Дялу. По собственному утверждению, успел принять участие в Первой мировой войне, обороняя железнодорожную станцию Питешти в ходе Румынской кампании 1916—1917 гг. С 1918 года учился в Бухарестском университете, окончив в 1925 году юридический факультет. Одновременно учился в Бухарестской консерватории у Михаила Жоры (композиция) и Альфонсо Кастальди (скрипка).
С 1927 года на дипломатической службе, работал в румынских представительствах в Швеции, Швейцарии, Дании, Чехословакии, Норвегии. В 1933 году дебютировал как писатель, публикуя стихи, афоризмы, прозаические миниатюры. В 1934 году напечатал первую книгу «Апунаке и другие явления» (рум. Apunake şi alte fenomene), сопроводив её собственными рисунками. В дальнейшем стал пользоваться псевдонимом Апунаке, в 1948 году выпустил второй сборник «Знакомьтесь, Трубка» (рум. Vi-l prezint pe Ţeavă).
В 1946—1947 гг. находился в отпуске с дипломатической службы и играл на скрипке в оркестре Национального театра. В 1947 году с окончательным установлением в Румынии социалистического режима вышел в отставку с дипломатических постов и вместе с женой Ульрикой, урождённой Дриссен, шведкой, обосновался в Перу. Утверждается, что место для новой жизни он выбрал, раскрутив глобус и ткнув пальцем вслепую.
В Перу Куглер преимущественно занимался музыкой, играл на скрипке и альте в Национальном симфоническом оркестре и в струнном квартете Йоланты Вагхальтер. В 1956 году входил в состав комиссии по музыкальному образованию, созданной министром просвещения Хорхе Басадре для ревизии государственных музыкальных образовательных учреждений. Поддерживал связи с румынской политической эмиграцией, исполнял обязанности перуанского представителя Румынского национального комитета, созданного эмигрировавшим в США бывшим премьер-министром Николае Рэдеску.